# Leprologia
La leprologia, que va tindre el seu zenit al llarg del segle xix i de la primera mitat del segle xx —actualment inclosa dins la infectologia—, es la denominació que rep la branca de la medicina que estudia la lepra, la seua clínica i tractament.

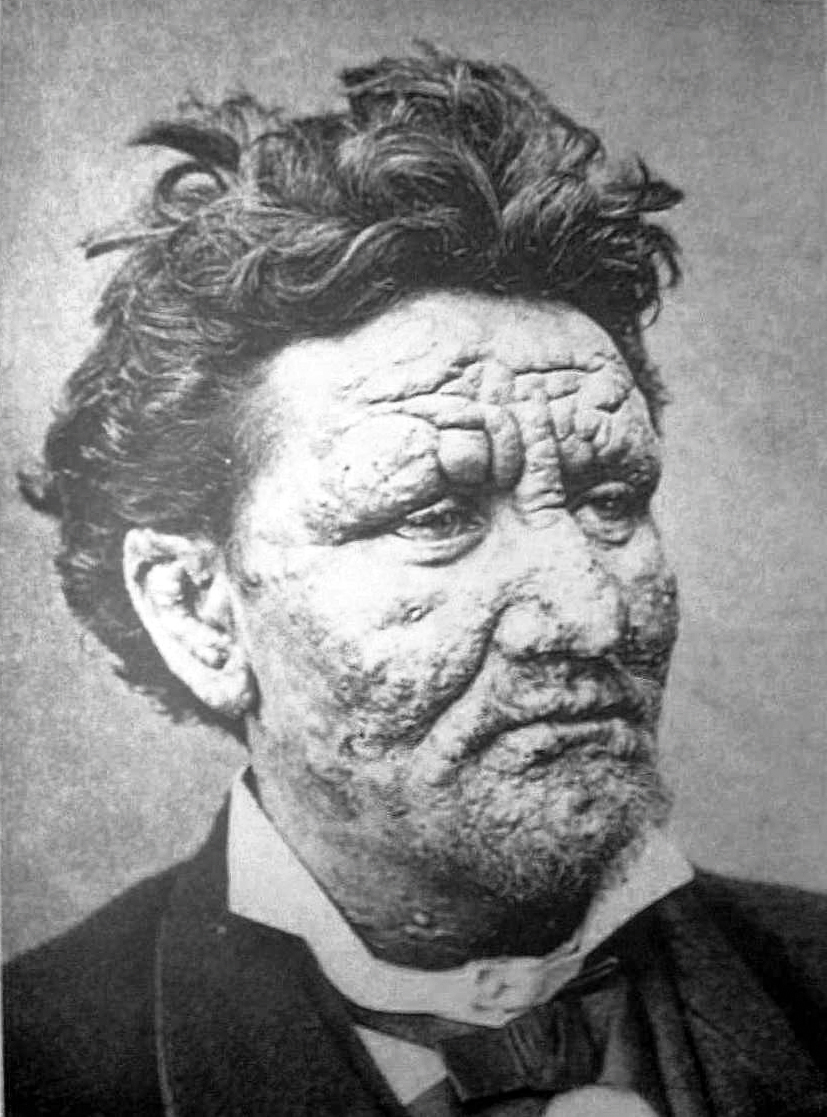
Home de 24 anys amb lepra.

És una malaltia infecciosa crònica pròpia quasi exclusivament de zones tropicals i subtropicals, produïda pel bacil de Hansen, que afecta la pell, les mucoses o els nervis entre d'altres.